# Slovenská televízia a rozhlas

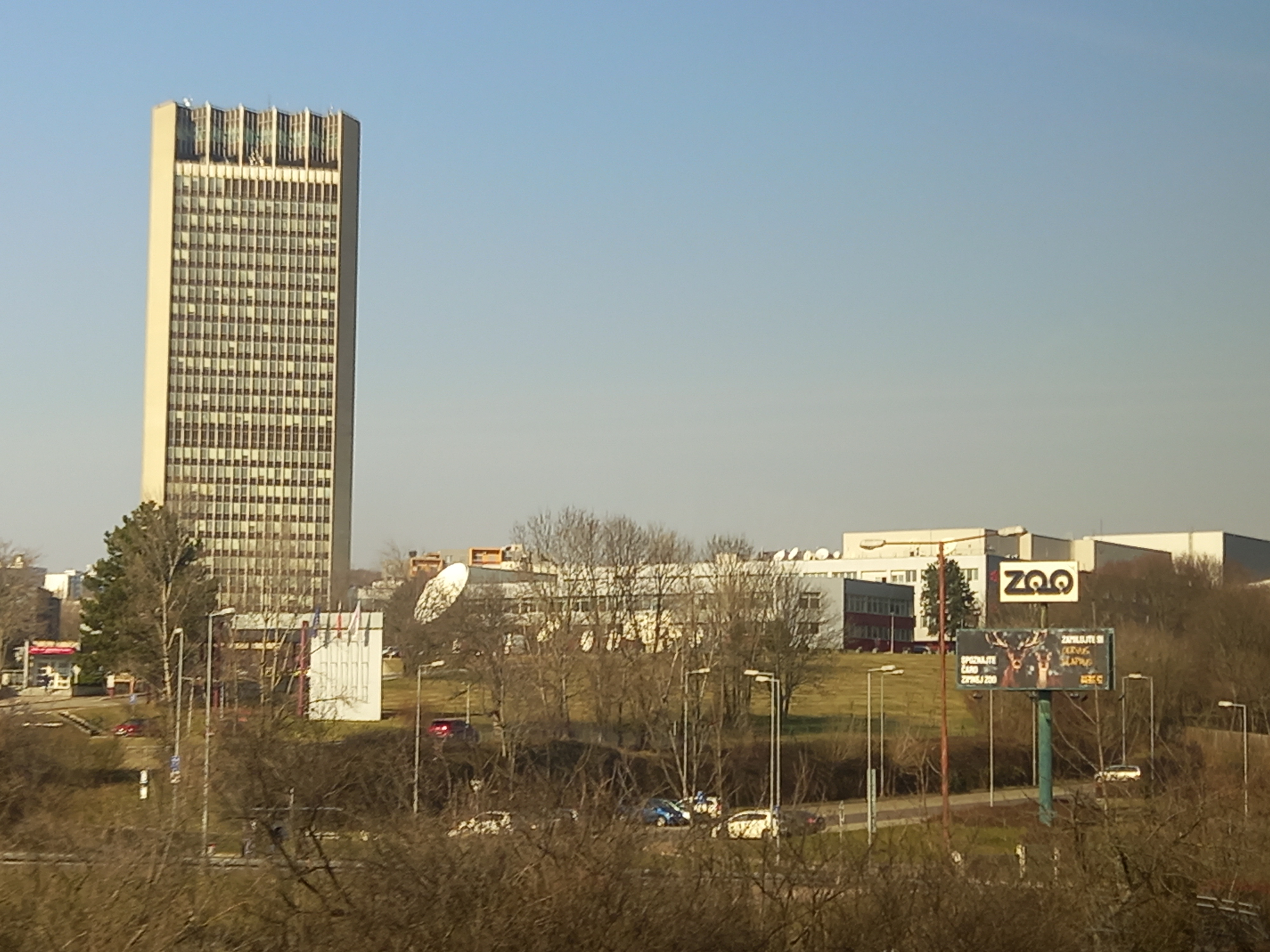
Sede centrale della televisione di STVR a Mlynská dolina, Bratislava

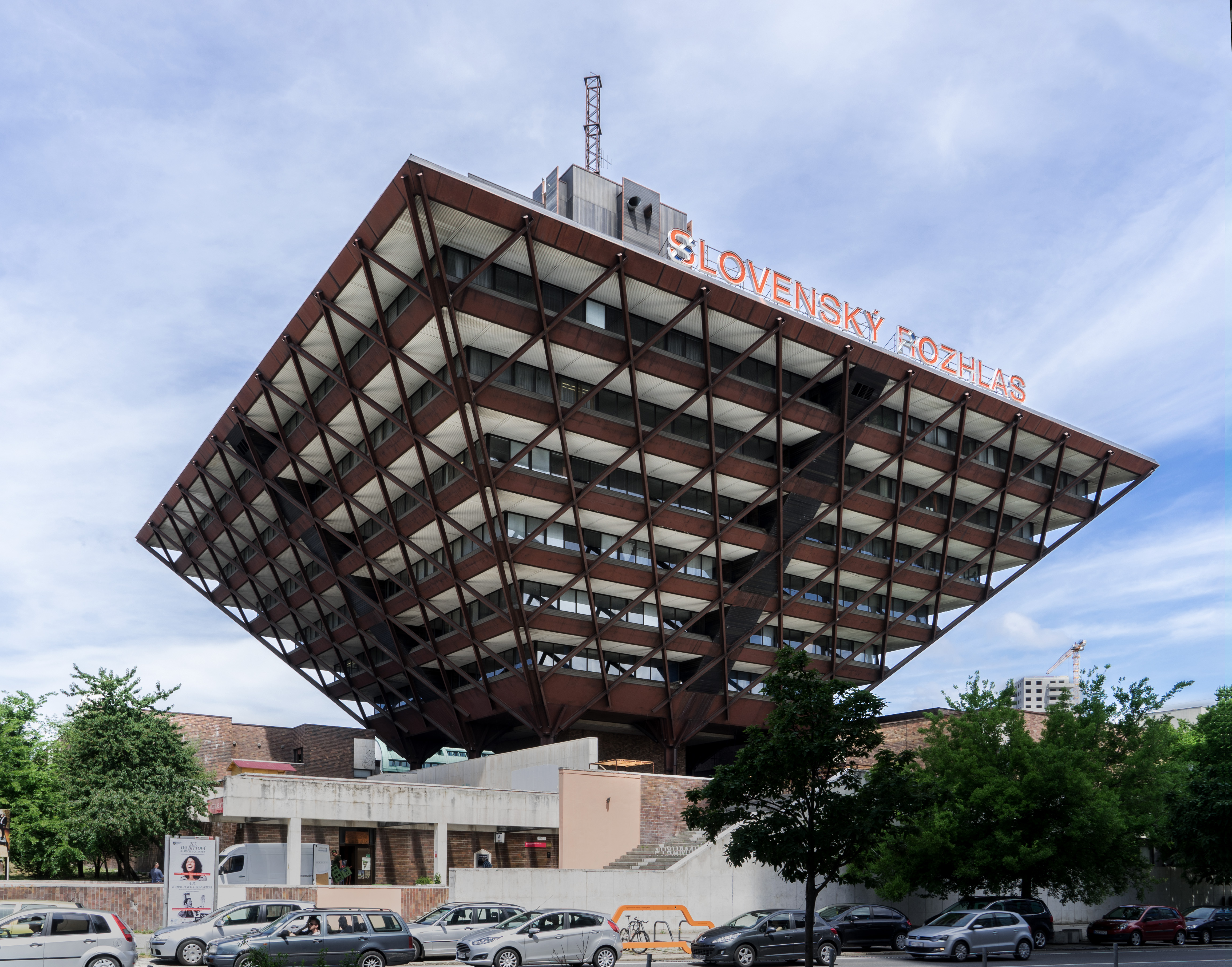
Edificio della Radio Slovacca, sede centrale della radio di STVR a Bratislava

Slovenská televízia a rozhlas (in italiano 'Televisione Slovacca e Radio' o 'Televisione e Radio Slovacca') o abbreviato STVR (provvisoriamente STaR) è de iure la istituzione di diritto pubblico, nazionale, informativo, culturale ed educativo che garantiva di servizio pubblico radiotelevisivo della Slovacchia. De facto è una radiotelevisione stata. La sua sede centrale si trova nella capitale, Bratislava.
È stato istituito per effetto della legge n. 157/2024 Coll. sulla televisione e la radio slovacca e la scomparsa della Rozhlas a televízia Slovenska il 1º luglio 2024. Il direttore dell'istituzione è eletto da un consiglio di nove membri con quattro candidati provenienti dal Ministero della Cultura della Repubblica slovacca, e l'organo consultivo del consiglio è una commissione etica composta da nove membri.
Dal 1º luglio al settembre 2024 il direttore ad interim della Slovenská televízia a rozhlas è Igor Slanina che era negli anni 2017 – 2022, sotto la gestione di direttore generale Jaroslav Rezník, il direttore di Media RTVS – filiale di RTVS che si occupa della vendita di spazi riservati alla comunicazione commerciale mediatica nell'ambito dei programmi televisivi e radiofonici della RTVS. Sebbene Rozhlas a televízia Slovenska (RTVS) si sia trasformata in Slovenská televízia a rozhlas (STVR), utilizzerà temporaneamente il logo e disposizione visiva di RTVS fino all'autunno e successivamente subirà un rebranding.

## Storia
Il quarto governo di Robert Fico nella sua Dichiarazione programmatica del governo ha approvato la divisione di RTVS in televisione slovacca e radio slovacca. Alla fine di dicembre 2023, Andrej Danko ha affermato che il governo della Repubblica Slovacca aveva deciso definitivamente di dividere RTVS in televisione e radio pubbliche separate e ha informato sulla legge in preparazione, che avrebbe dovuto essere presentata nel febbraio 2024. A febbraio il ministro della Cultura Martina Šimkovičová ha chiesto la cancellazione del disegno di legge sulla RTVS per marzo a causa degli avvenimenti in corso nel Consiglio nazionale della Repubblica Slovacca.

### Prima bozza dell'emendamento (STaR)
L'11 marzo 2024 il Ministero della Cultura della Repubblica Slovacca ha presentato una proposta di modifica della RTVS, che ha inserito nella procedura di commento interdipartimentale. Secondo lui, RTVS avrebbe dovuto sostituire la televisione e la radio slovacca (STaR). L'emendamento avrebbe dovuto modificare il funzionamento del consiglio di controllo, che oggi conta nove membri eletti dai membri del parlamento a maggioranza semplice riducendone il numero a sette membri. Tre di loro dovevano essere nominati e licenziati direttamente dal Ministro della Cultura e uno su proposta del Ministro delle Finanze. Il Consiglio della STaR avrebbe dovuto avere il potere di eleggere il direttore generale dei media pubblici, cosa che attualmente viene decisa dai parlamentari a maggioranza. Da sottolineare anche il nuovo Consiglio di programmazione, che avrebbe dovuto valutare e controllare i programmi della televisione e della radio pubbliche "dal punto di vista del rispetto del carattere trasmissione di diritto pubblica". Secondo l'emendamento, il Consiglio del programma dovrebbe avere 11 membri, nove dei quali sarebbero eletti dai membri del Parlamento. I restanti due membri del comitato direttivo dovrebbero essere scelti tra loro dai dipendenti della nuova televisione e radio slovacca. Un simile emendamento sarebbe in conflitto con la legislazione europea sui media pubblici, discussa dal Parlamento europeo il giorno dopo la pubblicazione dell'emendamento.
Il 14 marzo la ministra della Cultura Šimkovičová ha rilasciato un comunicato stampa a favore dell'emendamento in cui ha attaccato i giornalisti, che sono stati allontanati dai loro microfoni e alla fine non hanno permesso ulteriori domande. Invece di spiegare perché il ministero ha preparato un emendamento alla legge, la ministra si è concentrata più sulla critica del lavoro dei giornalisti, degli artisti che chiedono le sue dimissioni, dell'ex ministro Natália Milanová o di un membro della commissione parlamentare per cultura e media dalla PS Zora Jaurová. Il giorno successivo, i giornalisti slovacchi hanno rilasciato una dichiarazione di sostegno ai loro colleghi di RTVS, firmata da più di 270 giornalisti, compresi i caporedattori dei principali giornali. Oltre 1.200 dipendenti e collaboratori esterni di RTVS hanno firmato una dichiarazione a favore della RTVS pubblica, con la quale richiamano l'attenzione sul disegno di legge sulla RTVS, che minaccia l'indipendenza della trasmissione di diritto pubblico. A loro si sono unite le organizzazioni della società civile slovacca e ceca, che respingono anche le interferenze con l'indipendenza di RTVS, firmando un appello rivolto alle istituzioni europee e ad altre organizzazioni internazionali. Anche le organizzazioni giornalistiche internazionali hanno reagito all'emendamento e i gruppi per la tutela della libertà dei media hanno chiesto il ritiro del disegno di legge. La dichiarazione è stata firmata dall'International Press Institute (IPI), dal Comitato per la protezione dei giornalisti (CPJ), dall'Unione europea di radiodiffusione (EBU), dal Centro europeo per la libertà di stampa e dei media (ECPMF), dalla Federazione europea dei giornalisti (EFJ), Free Press Unlimited (FPU), OBC Transeuropa (OBCT) e Reporter senza frontiere (RSF).
RTVS ha presentato osservazioni alla procedura di commento interdipartimentale sul progetto di modifica, che era in contraddizione fondamentale con i principi europei di tutela dell'indipendenza dei media pubblici e in contrasto con la legge europea approvata sulla libertà dei media. Dopo la pressione del pubblico e degli esperti con 327 commenti sul progetto di legge sulla televisione e la radio slovacca, questo è stato rinviato al Consiglio legislativo del governo della Repubblica Slovacca.

### Secondo progetto di emendamento (STVR)
Il 24 aprile il governo di Fico ha approvato un disegno di legge modificato sulla televisione e la radio, proposto dal primo ministro Robert Fico e dal ministro della Cultura Martina Šimkovičová a causa della presunta parzialità della RTVS, che è "in continua lotta con il governo". Il capo dell'ufficio servizi del Ministero della Cultura Lukáš Machala ha affermato che il motivo dell'emendamento della RTVS è una decisione puramente politica. Rispetto alla prima proposta, il ministero ha cancellato il consiglio di programma e la possibilità di licenziare il direttore senza motivo, il che violerebbe la legislazione europea. Nell'emendamento è stata aggiunta la creazione di un nuovo organismo della commissione etica. La RTVS dispone ancora di una commissione etica composta da dieci membri, ma il suo funzionamento non è regolato dalla legge, ma solo dallo statuto. Secondo la proposta, la commissione etica dovrebbe essere composta da nove membri, nominati per sei anni. Devono essere nominati da organizzazioni ecclesiali, organizzazioni che rappresentano i disabili e le minoranze, Comitato Olimpico Slovacco, autogovernata, Accademia slovacca delle scienze e Matica slovenská. L'emendamento rivisto modifica anche il consiglio di vigilanza della televisione e della radio slovacca, che elegge il direttore. Il Consiglio dovrebbe continuare ad avere nove membri eletti per sei anni. Quattro membri saranno nominati e revocati dal Ministro della Cultura, uno su proposta del Ministero delle Finanze, e cinque saranno eletti dai membri del Parlamento.
Nonostante gli emendamenti, secondo Karol Lovaš dell'Istituto di studi sulla comunicazione e giornalismo dell'Università Carolina e Pavol Szalai di Reporter senza frontiere, l'emendamento è ancora in conflitto con la legge europea sulla libertà dei media. In risposta i collaboratori della RTVS hanno costituito il comitato di coordinamento dell'iniziativa dei collaboratori della RTVS per il diritto pubblico e l'indipendenza, il cui scopo è quello di sottolineare l'importanza fondamentale del carattere indipendente e pubblico della RTVS, ma anche per battersi per la tutela di questi principi. I membri si sono impegnati a tutelare il diritto pubblico e la libertà di espressione e allo stesso tempo hanno invitato il governo a rispettare i quattro principi fondamentali che dovrebbero essere preservati in qualsiasi intervento nella legge sulla RTVS.

## Canali TV
| Logo | Canale TV | Messa a fuoco                                                                                                |
| ---- | --------- | --- |
|      | Jednotka  | canale generalista basato su notizie, programmi per bambini, serie e spettacoli di intrattenimento           |
|      | Dvojka    | canale basato su documentari, minoranze nazionali, riviste e film europei di qualità                         |
|      | Šport     | televisione incentrata sullo sport                                                                           |
|      | :24       | televisione all-news nato in seguito alla situazione di emergenza associata all'invasione russa dell'Ucraina |

## Canali radio
| Logo | Canale radio                 | Messa a fuoco                                                                                    |
| ---- | ---------------------------- | ------------------------------------------------------------------------------------------------ |
|      | Rádio Slovensko              | radio focalizzata su notizie e giornalismo                                                       |
|      | Rádio FM                     | radio focalizzata sui generi musicali con una significativa rappresentanza della musica slovacca |
|      | Rádio Devín                  | radio incentrata su spettacoli letterario-drammatici                                             |
|      | Rádio Regina                 | radio incentrata sul giornalismo e sulla musica dei vecchi tempi                                 |
|      | Rádio Patria                 | radio rivolta alle minoranze nazionali e ai gruppi etnici in Slovacchia nelle loro lingue madri  |
|      | Rádio Slovakia International | radio rivolta agli slovacchi all'estero di tutto il mondo                                        |
|      | Rádio Pyramída               | radio incentrata su interessanti registrazioni d'archivio                                        |
|      | Rádio Junior                 | radio incentrata su fiabe, racconti monologhi, programmi sulla musica e canzoni per bambini      |
|      | Rádio Litera                 | radio focalizzata su poesia, prosa, teatro e giornalismo                                         |